# Euplectrus semimarginatus
Euplectrus semimarginatus är en stekelart som beskrevs av Girault 1917. Euplectrus semimarginatus ingår i släktet Euplectrus och familjen finglanssteklar.
Artens utbredningsområde är Kuba. Inga underarter finns listade i Catalogue of Life.